# 布魯諾 (阿斯蒂省)
布魯諾（義大利語：Bruno），是意大利阿斯蒂省的一个市镇。总面积9.2平方公里，人口379人，（2004年12月31日），ISTAT代码为005053。

## 外部鏈結
- www.comune.bruno.at.it （页面存档备份，存于）